# Пужляков, Юрий Кузьмич
Юрий Кузьмич Пужляков (01.12.1918 — 20.07.2002) — участник создания первой советской атомной бомбы РДС-1, лауреат Сталинской премии.
Родился 1 декабря 1918 года в селе Никитино Лорибамбакского уезда Армении в семье сельских учителей.
В 1927 году переехал с родителями в подмосковный посёлок Щёлково и там учился в средней школе. В июне 1941 года (20 числа) окончил Московский институт инженеров связи. С января по ноябрь 1942 года от военкомата работал в Щелковском райсовете Осоавиахима в качестве инструктора, начальника боевой подготовки.
В ноябре 1942 года призван в действующую армию, служил радиомастером в 45-й гвардейской танковой бригаде 1-й гвардейской танковой армии. Награждён орденом Отечественной войны I степени (06.04.1985), медалями «За боевые заслуги», «За Победу над Германией».
В феврале 1944 года был тяжело ранен и после лечения признан негодным к службе. В ноябре того же года поступил на московский завод № 528 Министерства промышленных средств связи в лабораторию измерительных приборов, и в 1947 г. был назначен её начальником.
В 1948 году переведён в КБ-11 на должность старшего инженера в лаборатории Виктора Александровича Давиденко, которая занималась созданием инициирующего устройства для подрыва ядерной бомбы. Сформировал и возглавил электроизмерительную группу. Участвовал в создании и испытаниях ядерных бомб РДС-1, РДС-3 и водородной бомбы РДС-6с.
С 1954 года заместитель начальника отдела в отделении 04. С февраля 1955 г. начальник машинного отдела в математическом секторе 08, занимался внедрением вычислительных машин, первой из которых была ЭВМ «Стрела».
С 1963 г. начальник математического отделения. В 1966—1971 гг. начальник вычислительного центра при управлении.
В 1971 г. вернулся в математическое отделение на должность заместителя начальника отдела производственного счета и работал там до выхода на пенсию в 1988 году
По совместительству — доцент МИФИ, с 1962 по 1972 год читал курс лекций по вычислительной технике студентам вечернего филиала.
Лауреат Сталинской премии 1953 года — за работы по технической физике, связанные с созданием изделия РДС-6с.
Награждён орденом Трудового Красного Знамени.